# Чокадинци
Чокадинци су насељено место у саставу општине Чепин, у Осјечко-барањској жупанији, Република Хрватска.

## Историја
До територијалне реорганизације у Хрватској налазили су се у саставу старе општине Осијек.

## Становништво
На попису становништва 2011. године, Чокадинци су имали 173 становника.

## Попис 1991.
На попису становништва 1991. године, насељено место Чокадинци је имало 252 становника, следећег националног састава:
| Попис 1991.‍  | Попис 1991.‍  | Попис 1991.‍ | Попис 1991.‍ | Попис 1991.‍ |
| ------------ | ------------ | ----------- | ----------- | ----------- |
|              |              |             |             |             |
| Срби         | Срби         |             | 182         | 72,22%      |
| Хрвати       | Хрвати       |             | 29          | 11,50%      |
| Југословени  | Југословени  |             | 25          | 9,92%       |
| Црногорци    | Црногорци    |             | 6           | 2,38%       |
| Немци        | Немци        |             | 2           | 0,79%       |
| Словаци      | Словаци      |             | 1           | 0,39%       |
| неопредељени | неопредељени |             | 4           | 1,58%       |
| регион. опр. | регион. опр. |             | 1           | 0,39%       |
| непознато    | непознато    |             | 2           | 0,79%       |
| укупно: 252  |              |             |             |             |